# Крамлинг, Анна
Анна Йоланда Крамлинг Бельон (исп. Anna Yolanda Cramling Bellón; род. 30 апреля 2002, Малага, Андалусия) — шведская шахматистка, мастер ФИДЕ среди женщин (2018), стримерша на Twitch и YouTube-блогер. В марте 2018 года она достигла своего пикового рейтинга ФИДЕ в 2175 пунктов. Анна представляла Швецию на шахматных олимпиадах 2016 и 2022 годов, а также на двух командных чемпионатах Европы по шахматам.
Анна Крамлинг выросла в семье шахматистов. Её мать — шведский гроссмейстер Пиа Крамлинг, а отец — испанский гроссмейстер Хуан Мануэль Бельон Лопес. Она начала играть в шахматы в три года, когда жила в Испании. В одиннадцать лет Анна переехала с семьей в Швецию, вскоре после этого перейдя из Испанской шахматной федерации в Шведскую. С 2015 по 2019 год она участвовала в нескольких Молодёжных чемпионатах Европы, юношеском чемпионате мира по шахматам и чемпионате мира по шахматам среди юниоров в разных возрастных категориях. Представляя Швецию на международных командных соревнованиях, она играла в одной команде со своей матерью, в то время, как её отец был капитаном.
Крамлинг получила звание Мастера ФИДЕ среди женщин в 2018 году в возрасте 15 лет, — в том же году, когда достигла пика своего рейтинга. В 2018 году она победила Ренье Кастелланоса Родригеса, испанского международного мастера с рейтингом ФИДЕ в 2498 пунктов (на тот момент).
Анна начала стримить в начале 2020 года, основной контент её канала — шахматы. Её мать и отец время от времени появляются в роликах и трансляциях на её канале. Примерно через год Крамлинг подписала контракт с киберспортивной организацией Panda в качестве их первого шахматного стримера. В конце 2022 года контракт был расторгнут.

## Биография
Крамлинг родилась 30 апреля 2002 года в Малаге в семье Пии Крамлинг и Хуана Мануэля Бельона Лопеса. Её мать из Швеции, а отец из Испании. Оба её родителя — шахматисты, и оба гроссмейстеры. Пиа Крамлинг была номером один в рейтинге ФИДЕ среди женщин в 1984 году и в 1992 году стала пятой женщиной, когда-либо получившей титул гроссмейстера. Её отец — пятикратный чемпион Испании по шахматам. Анна начала играть в шахматы в возрасте трёх лет. На протяжении всего детства и мать, и отец активно участвовали в соревнованиях. Когда Анна была маленькой, она обычно сопровождала своих родителей на шахматные турниры, потому что единственным человеком, с которым её могли оставить, был дедушка по материнской линии, но он жил в Швеции. Крамлинг с родителями жила в Испании, пока ей не исполнилось одиннадцать лет, после чего они также переехали в Швецию. Анна сменила шахматную федерацию с испанской на шведскую в 2014 году, успев сыграть за Испанию всего несколько турниров. Позже её отец также стал выступать за Швецию.

## Шахматная карьера
Анна Крамлинг заработала свой первый рейтинг ФИДЕ в феврале 2013 года в возрасте 10 лет. Рейтинг составил 1519 пунктов после участия в любительском соревновании А на Гибралтарском шахматном фестивале. Она выиграла одну из четырех игр против рейтинговых противников, победив Рэймонда Кирсли, английского игрока с рейтингом 1772. В следующем, 2014 году, она одержала победу среди женщин на том же любительском соревновании А в Гибралтаре. Её победа привлекла внимание средств массовой информации, потому что её родители регулярно участвовали в этом турнире вместе с ней, когда та была ещё младенцем. Этот успех также помог ей достичь рейтинга в 1600 пунктов.
Рейтинг Анны значительно вырос в начале 2015 года: в возрасте 12 лет она набрала более 300 рейтинговых очков в четырех турнирах за два месяца, превысив рейтинг в 1900. Эти соревнования включали турнир Rilton для участников с рейтингом до 1800 пунктов в Стокгольме в преддверии Нового года и любительские соревнования A и Amateur B в Гибралтаре. В конце 2015 года Анна участвовала в Юношеском чемпионате мира по шахматам в категории девушек до 14 лет в Порто-Каррасе, Греция. Завершила чемпионат она на 54-м месте из 125 с результатом 6/11, немного улучшив свою позицию со старта на 58-м. Впервые достичь рейтинг в 2000 пунктов Анна смогла в июне 2016 года в возрасте 14 лет после участия в турнире Hasselbacken Chess Open в Стокгольме. Самую значительную победу в этом турнире она одержала против соотечественника Майкла Бэкмана с рейтингом 2161. В сентябре 2016 года Анна Крамлинг представляла Швецию на шахматной олимпиаде 2016 года в Баку вместе со своей матерью и отцом, который был капитаном команды. Анна участвовала в 7 из 11 раундов, в результате чего Швеция заняла 23-е место из 134 соревнующихся команд.
В сентябре 2022 года она представляла Швецию вместе со своей матерью Пией на шахматной олимпиаде 2022 года в Ченнаи на 3 доске. Она участвовала в 10 из 11 раундов, выиграв три партии и сыграв четыре вничью.

## Командные соревнования
Анна представляла Швецию в женском дивизионе на одной шахматной олимпиаде и двух командных чемпионатах Европы по шахматам . В каждом из этих турниров она выступала в одной команде со своей матерью Пией Крамлинг, а её отец Хуан Беллон Лопес был капитаном команды. На шахматной олимпиаде 2016 года в Баку и Анна, и команда в целом показали хороший результат. С итогом в 14 очков (+7 –4 =0). Швеция заняла 23-е место из 134 команд, намного опередив свой посев на 43-м месте. Индивидуальные соревнования Анна завершила со счётов 3/7, набрав 17 рейтинговых баллов. Она отказалась участвовать в шахматной олимпиаде 2018 года в Батуми, потому что её мать, Пия Крамлинг, не планировала туда ехать. Пиа решила не участвовать после того, как менеджер Шведской шахматной федерации Андерс Венгхольм не выбрал её мужа капитаном женской команды. Анна играла на командном чемпионате Европы по шахматам в 2019 и 2021 годах. В 2019 году она играла на третьей доске после своей матери и Эллинор Фриск, а в 2021 году снова оказалась на резервной доске. В индивидуальном зачёте в 2021 году она показала себя лучше, закончив соревнования со счётом 3/5 и набрав 22 рейтинговых балла. В 2022 году Крамлинг сыграла на 3-й доске на 44-й шахматной олимпиаде, набрав 5/10 (+3 −3 =4), что дало ей TPR в размере 2099 пунктов.

## Стиль игры
Крамлинг отдаёт предпочтение дебюту 1.d4 (Игра с ферзевой пешкой) белыми фигурами. Анна считает, что её стиль сочетает в себе дебютный стиль матери с агрессивным стилем отца: «Я думаю, что играю очень агрессивно, особенно когда играю онлайн. Так интереснее! (смеётся) Я думаю, что у меня это от отца, так как он определенно очень агрессивный и тактический шахматист. В этом смысле я во многом играю, как он, а с точки зрения дебютов я играю похоже на мою маму, потому что она многому меня научила. Так что, наверное, я бы сказала, что играю мамины дебюты папиным стилем!».

## Карьера в стриминге
Анна Крамлинг запустила канал на Twitch в начале 2020 года, после того, как она попробовала себя в роли комментатора в матче чемпионата мира по шахматам среди женщин 2020 года между Цзюй Вэньцзюнь и Александрой Горячкиной. Она комментировала эту игру совместно со своей матерью, Пией Крамлинг. Иногда её мать присоединяется к ней на Twitch, чтобы поиграть вместе с ней или покритиковать её игру. Отец так делает реже. Примерно через год стримов она подписала контракт с киберспортивной командой Panda, став их первым шахматным стримером, а также первой шведской шахматисткой, подписавшей контракт с киберспортивной организацией.